# Partido dos Trabalhadores da Coreia do Norte
O Partido dos Trabalhadores da Coreia do Norte (em coreano: 북조선로동당; hanja: 北朝鮮勞動黨) foi um partido comunista na Coreia do Norte entre 1946 e 1949 e foi o antecessor do atual Partido dos Trabalhadores da Coreia. Foi fundado em um congresso que ocorreu em 28–30 de agosto de 1946, pela fusão do ramo norte do Partido Comunista da Coreia e do Novo Partido Popular da Coreia. Kim Tu-bong, o líder do Novo Partido Popular, foi eleito presidente do partido. Os vice-presidentes do partido eram Chu Yong-ha e Kim Il-sung. No momento da criação, acredita-se que o partido tinha cerca de 366 000 membros organizados em cerca de 12 000 células do partido.
A partir de setembro de 1946, passou publicar o Jornal dos Trabalhadores e uma revista teórica: Kunroja.

## Facções
Existiam quatro facções mais relevantes: a soviética, a doméstica, a chinesa e a guerrilheira.
- A facção soviética, liderada por Ho Ka-i[8] [9], era formada por coreanos étnicos que nasceram ou foram criados na Rússia, a maior parte deles retornou à Coreia como integrante do Exército Vermelho ou como civis após agosto de 1945. Esses desempenharam um papel importante na construção da estrutura partidária do Partido Comunista em Pyongyang logo após a Segunda Guerra Mundial. Inicialmente, tinha três integrantes no Comitê Central[10];

- A facção doméstica, era formada por militantes que nunca deixaram a Coreia, muitos membros da facção doméstica passaram algum tempo em prisões militares japonesas, dentre os membro importantes, podem-se citar: O Ki-sop, Chong Tal-hyon, Yi Chu-ha, Chu Yong-ha, Kim Yong-bom, Pak Chong-ae, Chang Shi-u e Yi Chu -yon. Esses tinham ligações com a antiga liderança do Partido Comunista da Coreia em Seul, que funadaria o Partido dos Trabalhadores da Coreia do Sul, liderado por Pak Hon-Yeong. Inicialmente, tinha dois integrantes no Comitê Central;

- A facção chinesa, liderada por Mu Chong e, depois, por Kim Tu-bong e Choe Chang-ik, era formada por coreanos que viveram na província chinesa de Xianxim e foram filiados ao Partido Comunista da China, cuja sede regional ficava em Yanan. Eles formaram a Liga Norte-Chinesa para a Independência da Coreia e, quando voltaram do exílio para a Coreia do Norte, formaram o Novo Partido do Povo, que, em 1946, se fundiu com o Partido Comunista. Alguns integrantes tiveram relações estreitas com Mao Tsé-tung. Inicialmente, tinha seis integrantes no Comitê Central;

- A facção guerrilheira, liderada por Kim Il-sung, era formada por ex-guerrilheiros coreanos que haviam atuado na Manchúria depois que ela foi ocupada pelo Japão em 1931. Muitos desse grupo acabaram fugindo da Manchúria, pois sua resistência armada foi suprimida, e mudou-se para a União Soviética, onde muitos deles foram incorporados no Exército Vermelho. Inicialmente, tinha dois integrantes no Comitê Central, era a mais fraca das facções, mas acabou tendo a hegemonia.

No início de 1947, foi realizado um expurgo contra a "facção doméstica", que expulsou entre 40.000 e 60.000 integrantes.
Entre 27 a 30 de março de 1948, foi realizado o Segundo Congresso. Nessa época, o partido tinha 725.762 integrantes, organizados em 29.762 células.
No início de setembro de 1948, ocorreu a primeira reunião da Assembleia Popular Suprema, que contava 102 representantes do Partido dos Trabalhadores, entre um total de 212 representantes. Foi essa Assembleia que declarou a fundação da República Popular Democrática da Coreia, que teve Kim Il-sung, como seu primeiro-ministro.
Em 24 de junho de 1949, o partido se fundiu com o Partido dos Trabalhadores da Coreia do Sul, formando o Partido dos Trabalhadores da Coreia.